# 2009 Seotaiji Band Live Tour The Möbius
"2009 Seotaiji Band Live Tour The Möbius"는 서태지 밴드의 전국 투어 "The Möbius" 공연 실황 음반으로, 2010년 7월 16일 발매되었다.

## 공연
'The Möbius' 투어는 서태지가 8집 활동을 마무리하게 되는 전국 투어 공연이었다. 공연은 2009년 6월 13일을 시작으로 2009년 8월 30일 서울 앵콜 공연까지 진행되었다. (※아래 공연일정은 CD 부클릿에서 발췌.)
| 날짜                       | 도시            | 장소             |
| -------------------------- | --------------- | ---------------- |
| 2009.6.13                  | 서울특별시      | 전쟁기념관       |
| 2009.6.20                  | 부산광역시      | 사직실내체육관   |
| 2009.6.27                  | 대구광역시      | 대구스타디움     |
| 2009.7.3                   | 대전광역시      | 대전무역전시관   |
| 2009.7.5                   | 인천광역시      | 삼산월드체육관   |
| 2009.7.11                  | 고양시 일산서구 | 킨텍스           |
| 2009.7.17                  | 성남시          | 성남실내체육관   |
| 2009.7.19                  | 안양시          | 안양실내체육관   |
| 2009.7.25                  | 광주광역시      | 염주종합체육관   |
| 2009.8.29 ~ 30 (앵콜 공연) | 서울특별시      | 올림픽체조경기장 |

## 수록곡
전체 작곡: 서태지(CD1)
| #   | 제목                     | 작사   | 재생 시간 |
| --- | ------------------------ | ------ | --------- |
| 1.  | 〈The Möbius〉           |        | 1:51      |
| 2.  | 〈Return To The Nature〉 |        | 1:16      |
| 3.  | 〈T'ik T'ak〉            | 서태지 | 4:10      |
| 4.  | 〈F.M Business〉         | 서태지 | 4:07      |
| 5.  | 〈Bermuda [Triangle]〉   | 서태지 | 4:09      |
| 6.  | 〈Juliet〉               | 서태지 | 4:01      |
| 7.  | 〈Replica〉              | 서태지 | 4:07      |
| 8.  | 〈Feel the Soul〉        | 서태지 | 4:26      |
| 9.  | 〈슬픈아픔〉             | 서태지 | 5:46      |
| 10. | 〈널 지우려 해〉         | 양현석 | 4:02      |
| 11. | 〈제킬박사와 하이드〉    | 서태지 | 5:33      |

| #   | 제목                        | 작사·작곡      | 재생 시간 |
| --- | --------------------------- | -------------- | --------- |
| 1.  | 〈하여가〉                  | 서태지         | 4:33      |
| 2.  | 〈10월 4일〉                | 서태지         | 4:01      |
| 3.  | 〈Take Five [Part 1]〉      | 서태지         | 2:11      |
| 4.  | 〈Take Five [Part 2]〉      | 서태지         | 2:49      |
| 5.  | 〈Moai〉                    | 서태지         | 4:02      |
| 6.  | 〈Human Dream〉             | 서태지         | 4:54      |
| 7.  | 〈Coma〉                    | 서태지         | 4:11      |
| 8.  | 〈시대유감〉                | 서태지         | 3:26      |
| 9.  | 〈내 맘이야〉               | 서태지         | 3:18      |
| 10. | 〈너에게〉                  | 서태지         | 2:26      |
| 11. | 〈Free Style〉              | 서태지, 김종서 | 4:45      |
| 12. | 〈너와 함께한 시간 속에서〉 | 서태지         | 4:26      |
| 13. | 〈아침의 눈〉               | 서태지         | 4:39      |

## 참여
이 목록은 해당 앨범의 부클릿 'staff'목록에서 발췌하였다.
| 서태지밴드 - 서태지 - 보컬, 작사·작곡·편곡 - TOP: 기타, 라이브 편곡 - 강준형: 베이스 기타 - 김석중: 키보드, 라이브 편곡 - 최현진: 드럼 음악인 - Red roc, 이현배: 스페셜 게스트 래퍼 - 김종서: 공동 작사·작곡('Free Style') - 양현석: 작사('널 지우려 해') | 스탭 - 서태지(서태지컴퍼니) - 프로듀서, 이그제큐티브 프로듀서, 믹싱, 마스터링 - 이성한, 피환, 장희준, 이원진, 김은지: 기술 - 곽호재, 주병조(Rui Sound): 무대 사운드 - 오형석: 무대 녹음 - introutro(Rotta): 사진 - Day-z: 아트 디렉터, 디자인 |

## 기사 인용
1. ↑  임이랑 (2009년 4월 30일). “서태지, 6월 13일 전국투어 시작…9개도시 순회”. 마이데일리.
2. ↑  "The Möbius" 라이너 노츠